# Verwaltungsbezirk Dermbach
| Basisdaten                           | Basisdaten          |
| ------------------------------------ | ------------------- |
| Bestandszeitraum                     | 1850–1922           |
| Verwaltungssitz                      | Dermbach            |
| Fläche                               | 643 km² (1910)      |
| Einwohner                            | 42.459 (1910)       |
| Bevölkerungsdichte                   | 66 Einw./km² (1910) |
| Gemeinden                            | 81 (1910)           |
|                                      |                     |
| Lage des Verwaltungsbezirks Dermbach |                     |

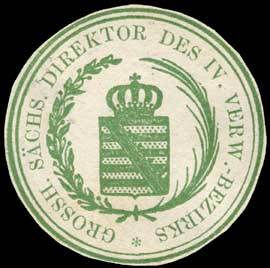
Siegelmarke Gr. S. Direktor des IV. Verwaltungs-Bezirks

Der Verwaltungsbezirk Dermbach, auch IV. Verwaltungsbezirk genannt, existierte von 1850 bis 1922 im Großherzogtum Sachsen-Weimar-Eisenach, dem Freistaat Sachsen-Weimar-Eisenach und dem Land Thüringen. Die Bezirksdirektion befand sich in Dermbach. Das Gebiet des ehemaligen Verwaltungsbezirks gehört heute zum Wartburgkreis und zum Landkreis Schmalkalden-Meiningen in Thüringen sowie zum Landkreis Rhön-Grabfeld in Bayern.

## Geschichte
Das Großherzogtum Sachsen-Weimar-Eisenach wurde 1850 in fünf Verwaltungsbezirke gegliedert, die hinsichtlich ihrer Größe mit Landkreisen vergleichbar waren. Der Verwaltungsbezirk Dermbach, auch als IV. Verwaltungsbezirk bezeichnet, umfasste den südlichen Teil des früheren Herzogtums Sachsen-Eisenach, das im 19. Jahrhundert auch als Eisenacher Kreis bezeichnet wurde. Zum Verwaltungsbezirk gehörten auch die Exklaven Zillbach und Ostheim vor der Rhön; letztere gehört seit 1945 zu Bayern.
1918 wurde aus dem Großherzogtum Sachsen-Weimar-Eisenach der Freistaat Sachsen-Weimar-Eisenach, der wiederum am 1. Mai 1920 im Land Thüringen aufging. Bei einer umfassenden Gebietsreform wurde 1922 der Verwaltungsbezirk Dermbach aufgelöst. Die Stadt Ostheim vor der Rhön sowie die Gemeinden Birx, Frankenheim/Rhön, Helmershausen, Melpers, Sondheim vor der Rhön, Stetten, Urspringen, Wohlmuthausen und Zillbach kamen zum Landkreis Meiningen, während alle übrigen Städte und Gemeinden zum Landkreis Eisenach kamen.

## Einwohnerentwicklung
|           | Verwaltungsbezirk Dermbach |        |        |
| Jahr      | 1880                       | 1900   | 1910   |
| Einwohner | 39.761                     | 38.909 | 42.459 |

Die Einwohnerzahlen der Gemeinden mit mehr als 1.000 Einwohnern (Stand 1910):
| Dermbach             | 1.376 |
| Dorndorf             | 1.125 |
| Geisa                | 1.536 |
| Kaltennordheim       | 1.735 |
| Kieselbach           | 1.061 |
| Ostheim vor der Rhön | 2.277 |
| Stadtlengsfeld       | 1.593 |
| Tiefenort            | 2.539 |
| Vacha                | 2.240 |
| Völkershausen        | 1.049 |

## Städte und Gemeinden
| - Andenhausen - Apfelbach - Aschenhausen - Bermbach - Birx - Borbels - Borsch - Bremen - Brunnhartshausen - Buttlar - Deicheroda - Dermbach - Diedorf - Dorndorf - Empfertshausen - Erbenhausen - Fischbach/Rhön - Föhlritz - Frankenheim/Rhön - Geblar - Gehaus | - Geisa, Stadt - Geismar - Gerstengrund - Gerthausen - Glattbach - Helmershausen - Kaiseroda - Kaltennordheim, Stadt - Kaltensundheim - Kaltenwestheim - Ketten - Kieselbach - Klings - Kranlucken - Lenders - Lindenau - Martinroda - Mebritz - Melpers - Merkers - Mieswarz | - Mittelsdorf - Motzlar - Neidhartshausen - Oberalba - Oberweid - Oberzella - Oechsen - Ostheim vor der Rhön, Stadt - Otzbach - Pferdsdorf - Reichenhausen - Reinhards - Schafhausen - Schleid - Sondheim vor der Rhön - Spahl - Stadtlengsfeld, Stadt - Steinberg - Stetten - Sünna - Tiefenort | - Unteralba - Unterbreizbach - Unterweid - Urnshausen - Urspringen - Vacha, Stadt - Völkershausen - Walkes - Weilar - Wenigentaft - Wiesenfeld - Wiesenthal - Willmanns - Wohlmuthausen - Wölferbütt - Zella/Rhön - Zillbach - Zitters |